# تفاح

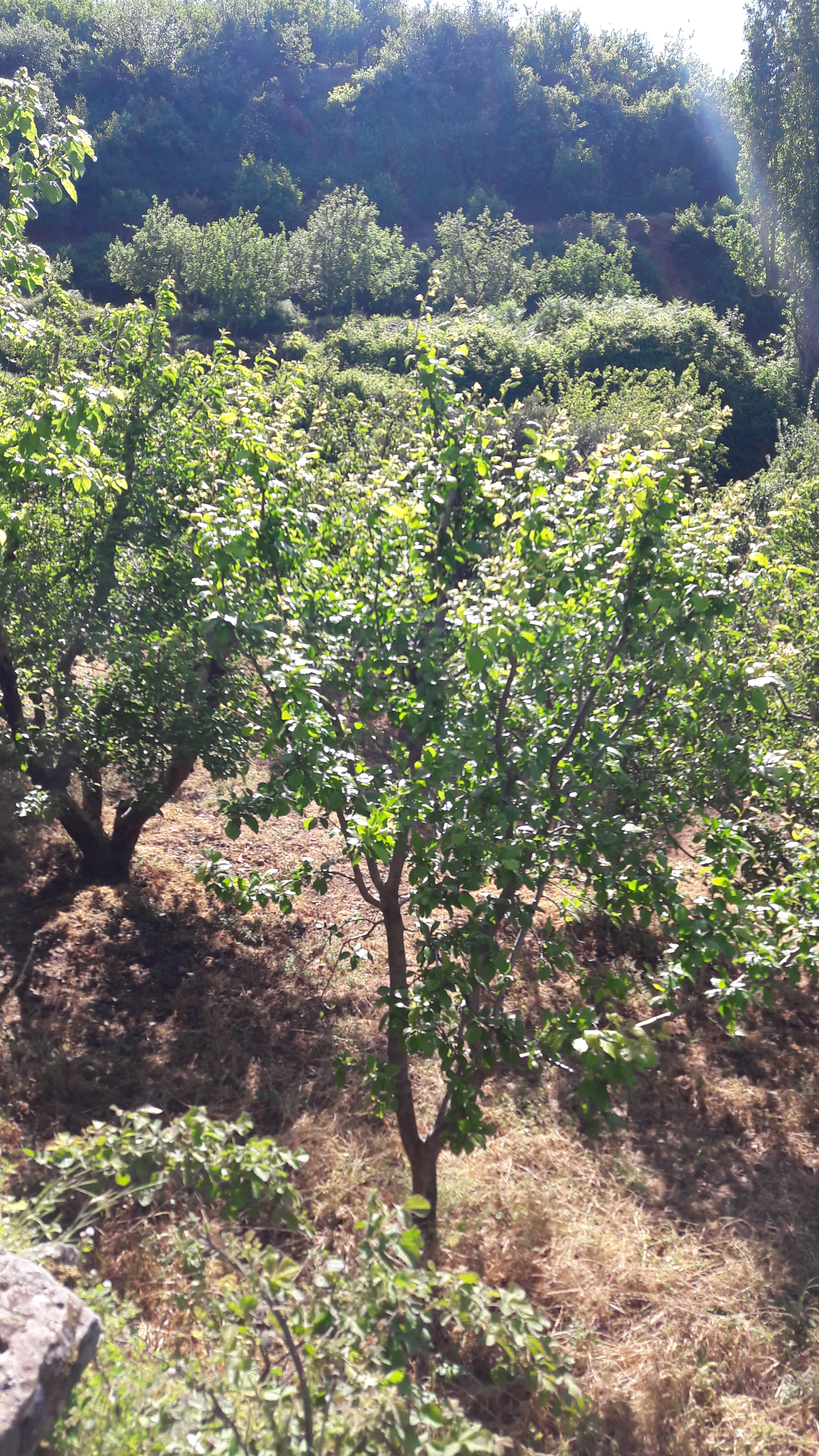
شجرة تفاح صغيرة

التفاح أو التفاح المستأنس أو التفاح الشائع أو سيب (الاسم العلمي: Malus domestica) (مفرده تُفّاحة، (الجمع: تُفَّاحات و تُفّاح)) هو نوع نباتي يتبع جنس التفاح وهو من الفواكه لأنه يحتوي بذور من الفصيلة الوردية. 	.
مفردها تُفَّاحة وجمعها تُفاح ويُعتَصر من بعض الأصناف شراب يسمى «سيدر»، وهي واحدة من أكثر أشجار الفاكهة من حيث الزراعة. شجرة التفاح صغيرة و‌نفضية، يتراوح طولها من 3 إلى 12 متر، ولها تاج ورقي واسع وكثيف الأشواك. ورق شجرة التفاح مرتب بالتناوب على شكل اهليليجات بسيطة، يصل طولها من 5 إلى 12 سم، وعرضها 3-6 سنتيمترات على سويقات ذات طول من 2 إلى 5 سنتيمترات برأس مدبب، وهامش مسنن، وجانب سفلي ناعم. يحدث الإزهار في الربيع في نفس وقت نشوء الأوراق، وزهور الشجرة بيضاء مع مسحة وردية تزول تدريجيا، ولها خمسة بتلات، وقطرها من 2.5 إلى 3.5 سنتيمترات. ينضج الثمر في فصل الخريف، وعادة ما يكون قطر الثمرة من 5 إلى 9 سنتيمترات. يحتوي وسط الفاكهة على خمسة أخبية مرتبة على شكل نجمة خماسية، ويحتوي كل خباء على واحدة إلى ثلاث بذور.
بدأت نشأة الشجرة في آسيا الوسطى، حيث ما زلنا نجد سلفها البري إلى اليوم.هناك أكثر من 7500 مُستنبت معروف للتفاح، مما أدى إلى امتلاك التفاح طائفة من الخصائص المرغوبة. يختلف المستنبتون في حجم محاصيلهم والحجم النهائي للشجرة لديهم، حتى عندما تُزرع الشجرة على الجذر نفسه.
زرع ما لا يقل عن 55 مليون طن من التفاح في جميع أنحاء العالم في عام 2005، بقيمة تبلغ نحو 10 مليارات دولار. أنتجت الصين نحو 35% من هذا المجموع الكلي. و‌الولايات المتحدة هي المنتج الرئيسي الثاني، بما يزيد عن 7.5 % من الإنتاج العالمي. و‌تركيا و‌فرنسا و‌إيطاليا و‌إيران أيضاً من بين الدول الرائدة في تصدير التفاح.

## الأنواع
هناك عدة أنواع من جنس التفاح:
- تفاح مستأنس (الاسم العلمي: Malus domestica).
- تفاح أغبس (الاسم العلمي: Malus fusca).
- تفاح آسيوي (الاسم العلمي: Malus asiatica).
- تفاح بوتاني (الاسم العلمي: Malus bhutanica).
- تفاح تفاحي (الاسم العلمي: Malus malus).
- تفاح توتي (الاسم العلمي: Malus baccata).
- تفاح حرجي (الاسم العلمي: Malus sylvestris).
- تفاح خوخي الورق (الاسم العلمي: Malus prunifolia).
- تفاح دومري (الاسم العلمي: Malus doumeri).
- تفاح روكي (الاسم العلمي: Malus rockii).
- تفاح زومي (الاسم العلمي: Malus zumi).
- تفاح شرقي (الاسم العلمي: Malus orientalis).
- تفاح قزم (الاسم العلمي: Malus pumila).
- تفاح محب للمطر (الاسم العلمي: Malus ombrophila).
- تفاح منظاري (الاسم العلمي: Malus spectabilis).
- تفاح ناعم الكأس (الاسم العلمي: Malus leiocalyca).
- تفاح نهري (الاسم العلمي: Malus rivularis).
- تفاح هولي (الاسم العلمي: Malus halliana).
- تفاح هوناني (الاسم العلمي: Malus honanensis).
- تفاح وسيط (الاسم العلمي: Malus transitoria).
- تفاح إسفيني (الاسم العلمي: Malus cuneata).
- تفاح شجيري (الاسم العلمي: Malus frutescens).
- تفاح صلب (الاسم العلمي: Malus robusta).
- تفاح قطلبي الورق (الاسم العلمي: Malus arbutifolia).
- تفاح كثير الأزهار (الاسم العلمي: Malus floribunda).
- تفاح كثير البذور (الاسم العلمي: Malus granata).

## المعلومات النباتية

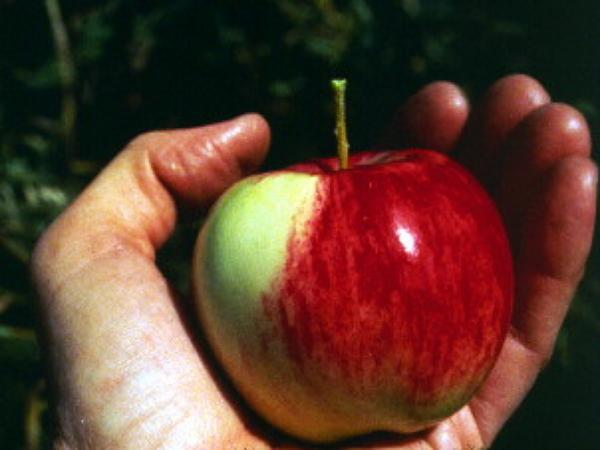
تفاح Malus sieversii البري في كازاخستان

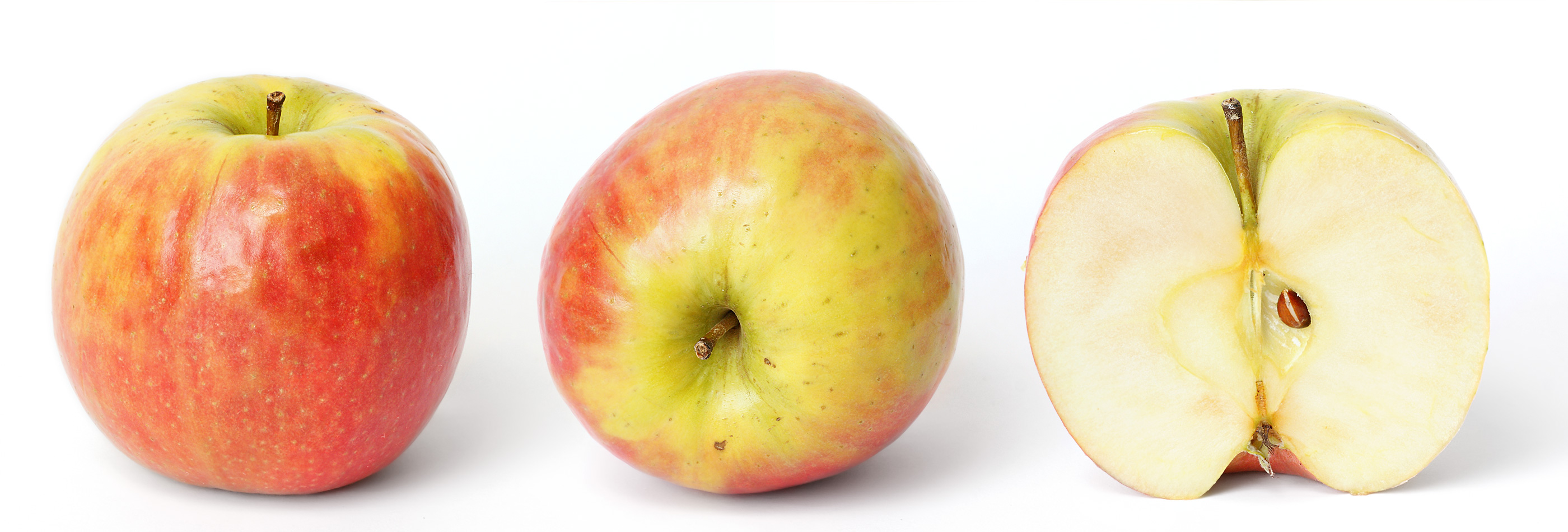
على اليمين داخل التفاحة، وفي الوسط أعلى التفاحة، وعلى اليسار جانب التفاحة.

السلف البري لنوع الشجرة (Malus domestica) هو الشجرة البرية (Malus sieversii)، والتي توجد في آسيا الوسطى في جنوب كازاخستان و‌قيرغيزستان و‌طاجكستان بالإضافة إلى منطقة شينجيانغ في الصين. يمكن أن تكون الشجرة (Malus sylvestris) سلفاً لشجرة التفاح أيضاً.

## التاريخ
يعد مركز تنوع جنس التفاح "Malus" في تركيا الشرقية. فربما كانت شجرة التفاح أول الأشجار التي تم زراعتها، وقد حسنت ثمرتها من خلال الاختيار الزراعي على مدى آلاف السنين. يرجع الفضل إلى الإسكندر الأكبر في العثور على التفاح القزم في آسيا الصغرى عام 300 ق.م؛ وربما كان التفاح الذي جلبه معه إلى مقدونيا سلف مخزون الجذور المتقزمة. يلتقط تفاح الشتاء في أواخر الخريف ويخزن فوق درجة التجمد مباشرة، ويمثل غذاءً هاما في آسيا و‌أوروبا لآلاف السنين، وكذلك في الأرجنتين وفي الولايات المتحدة أيضا منذ وصول الأوروبيين. تم نقل التفاح إلى أمريكا الشمالية مع المستعمرين في القرن السادس عشر، وقيل أن أول بستان للتفاح في قارة أميركا الشمالية كان بالقرب من بوسطن في عام 1625. في القرن العشرين، بدأت مشاريع الري في ولاية واشنطن وسمحت بتنمية صناعة الفاكهة المليارية، والتي كان التفاح من أنواعها الرائدة.

## فوائد التفاح

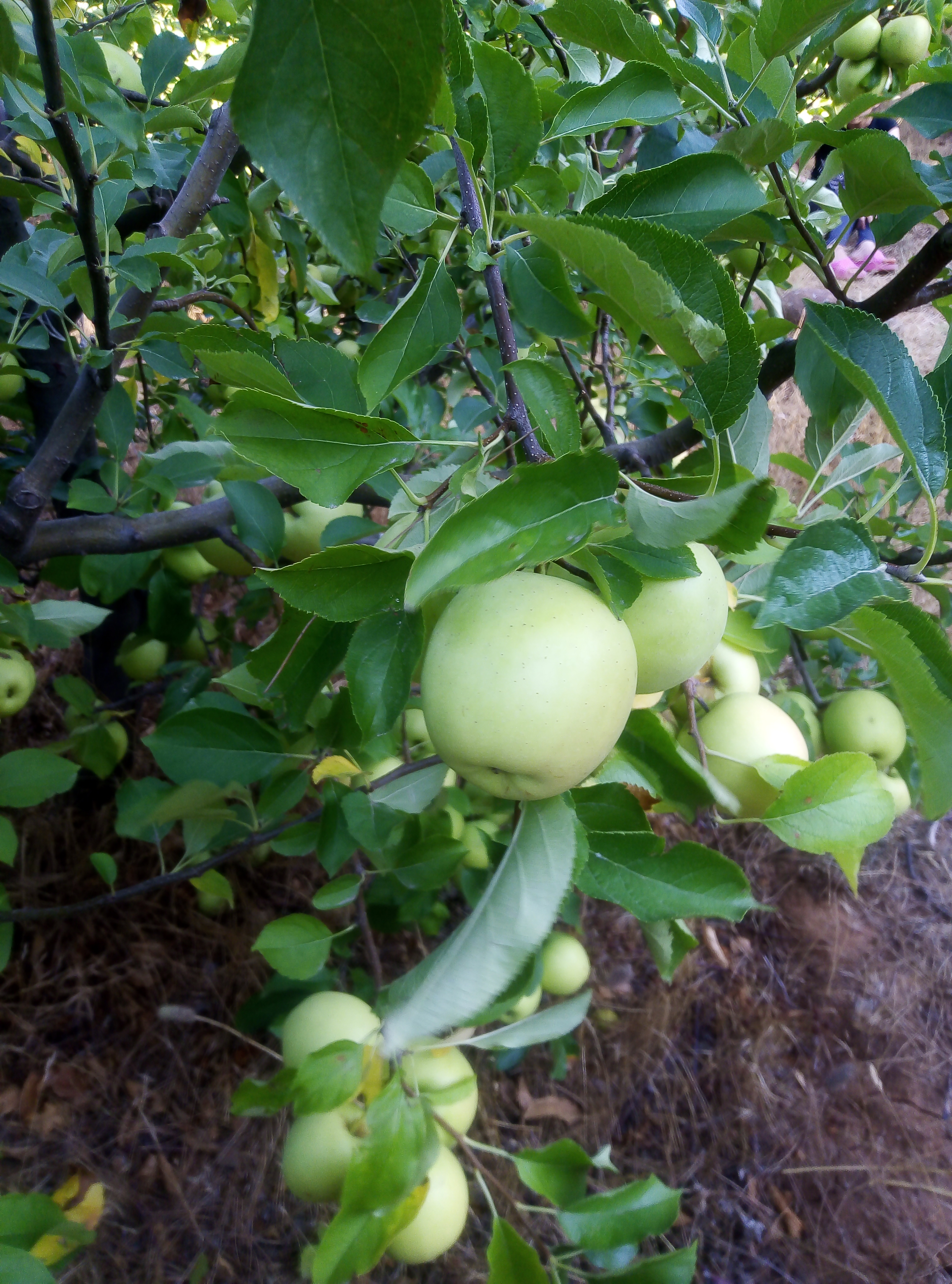
ثمار تفاح أخضر على إحدى الأشجار

يقوي الدماغ والقلب، والمعدة، ويفيد في علاج آلام المفاصل والخفقان، يسكن العطاس، ويوقف القيء، ويذهب عسر التنفس ويصلح الكبد، وينقي الدم من السموم، ويقوي عضلة القلب، وبذوره تقتل دود البطن.
التفاح غني بفيتامينات أ، ب، ج، ويحتوي على مواد سكرية وبروتين ومواد دهنية وبكتينية وأحماض عضوية وأملاح معدنية مثل البوتاسيوم و‌الكالسيوم، و‌الصوديوم وغيرها مما لاغنى عنه في تغذيه الخلايا وإنمائها وتقوية العظام وتجديد الخلايا العصبية، يعتبر مصدر مهم لتخليص الجسم من السموم كما أن عصيره يقتل الفيروسات و‌البكتيريا والميكروبات في الجسد.
- ومن فوائده أيضاً:

1- مقوي للثة و‌الأسنان.
2- يساعد الأشخاص المصابين بالروماتيزم.
3- يساعد على الهضم.
4- يمنع الإمساك.
5- يقلل الكولسترول في الجسد.
6- يساعد على منع الحموضة.
7- يفيد الحوامل والأجنّة حيث يحافظ على المواليد الجدد من الإصابة بالربو.
8- يساعد على الوقاية من خطر الإصابة بالسرطان.
9- مفيد في أنظمة الحمية المختلفة.
10- يساعد التفاح على ترطيب وتطهير البشرة.
11- يساعد التخلص من حب الشباب، وعيوب البشرة، والبقع الداكنة.
12- التفاح يساعد على شد الجلد وتنشيط الدورة الدموية على سطح الجلد.
13- أكل التفاح له تأثير جيد على صحة القلب، حيث ارتبط التفاح بانخفاض عدد الوفيات نتيجة لأمراض القلب والأوعية الدموية.
14- يحتوى على مستوى عالٍ من الألياف، والتي تزيل السموم والدهون والنفايات السامة في المعدة والأمعاء.
15- التفاح مثل الكمثرى والعنب يقلل من مخاطر الإصابة بمرض السكري لأنه يحتوي على الكثير من مضادات الأكسدة.

## المعلومات الغذائية
تحتوي كل تفاحة متوسطة الحجم مع قشرها (182غ)، بحسب وزارة الزراعة الأميركية على المعلومات الغذائية التالية:
- السعرات الحرارية: 95
- الدهون: 0.31
- الكاربوهيدرات: 25.13
- الألياف: 4.4
- السكر: 18.91
- البروتينات: 0.47

## خل التفاح
«سيدر» ينتج خل التفاح عن تخمير للتفاح حيث يتفاعل نوع من الفطريات مع سكر التفاح، ومع الأطعمة الكربوهيدراتية بشكل عام، ويتحول السكر بموجب هذا التفاعل إلى كحول وثم يتخمر إلى خل، وهناك تفاعل آخر بواسطة نوع من البكتيريا حيث يتحول الكحول إلى حمض الخليك وهو المكون الأساسي للخل الذي يكسبه صفاته العلاجية.

## أصناف التفاح

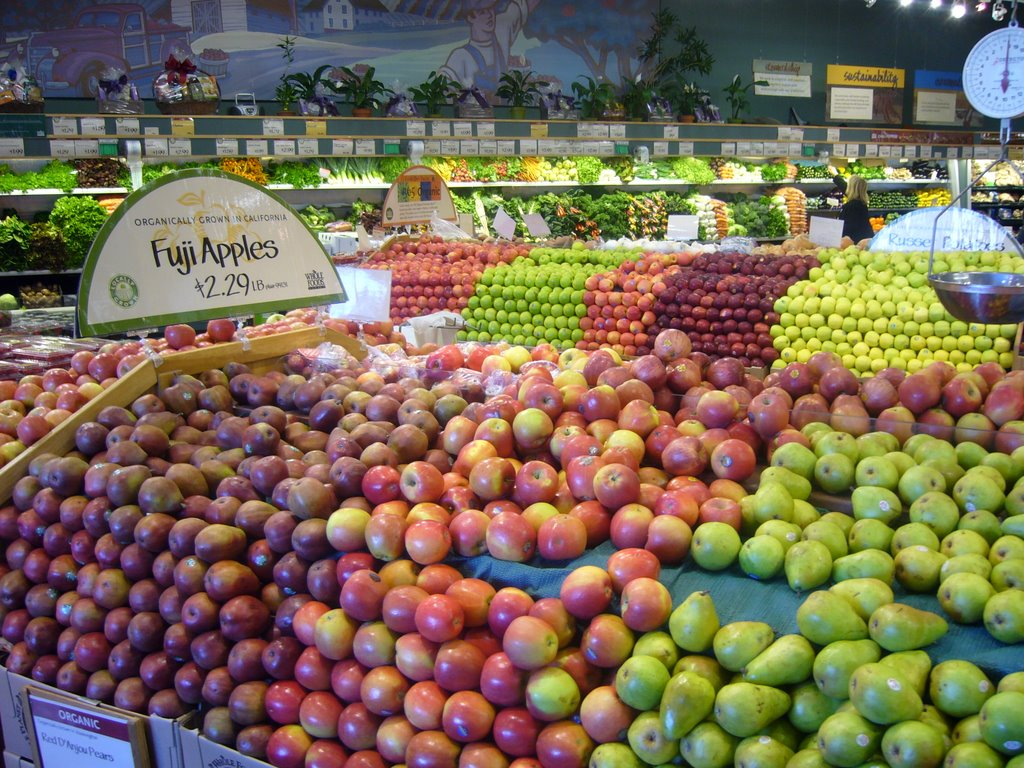
أنواع مختلفة من أصناف التفاح في السوبر ماركت

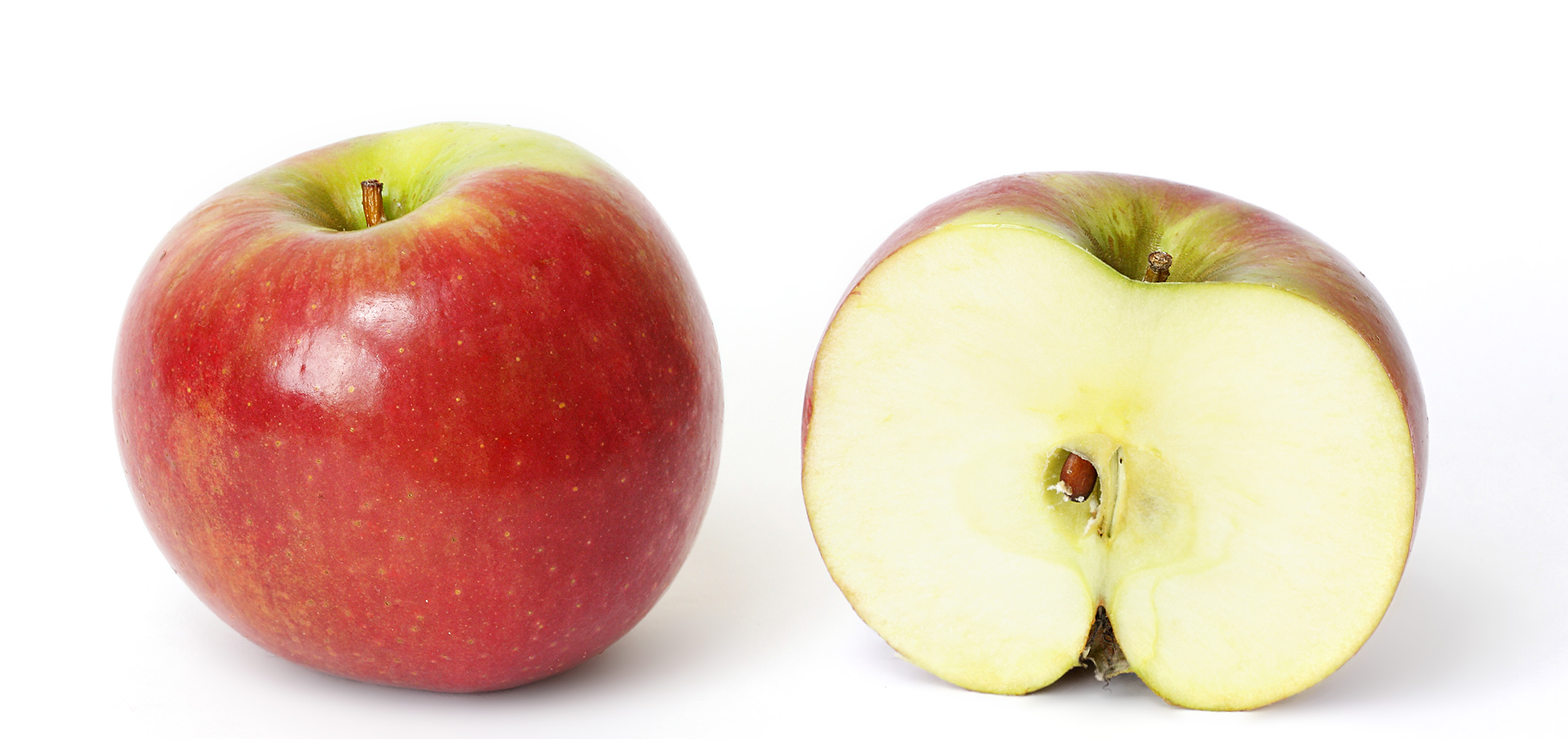
'المغيب' أو 'Sundown'، أحد أصناف التفاح ومقطعه العرضي

هناك أكثر من 7500 مستنبتٌ معروف للتفاح. ويتواجد مستنبتون مختلفون للمناخات المعتدلة و‌شبه الاستوائية. ويعد البعض أكبر تجمع لمستنبتي التفاح في تجمع الفواكة القومي في إنكلترا. تستنبت بعض الأصناف لكي تؤكل طازجة، والبعض الآخر خصيصاً للطبخ، صنف ثالث يستنبت لإنتاج العصير. ورغم أن التفاح المستنبت للعصر لاذع جداً ولا يمكن أكله طازجاً، فهو يقدم شراباً بمذاق غني لا يقدمه التفاح الحلو.
أصناف التفاح الرائجة تجارياً لينة لكنها هشة. تعد الصفات المطلوبة في التفاح المستنبت تجارياً: غني اللون، وسهل النقل، وطويل الخزن، ومقاوم للأمراض، وذو شكل تفاحي نموذجي، وطويل الجذع (للسماح للمبيدات باختراق أعلى الفاكهة[بحاجة لمصدر]) وشعبي النكهة. يعد التفاح الحديث عموماً أحلى من المستنبت قديماً، لأن الأذواق المحبوبة للتفاح قد تغيرت بمرور الزمن. فمعظم سكان أمريكا الشمالية و‌أوروبا يفضلون التفاح الحلو دون الحمضي، لكن التفاح اللاذع لديه محبون قليلون. التفاح الحلو جداً الخالي من الطعم اللاذع شعبي جداً في آسيا والهند.
الأصناف القديمة من التفاح غالباً ما تكون غريبة الشكل، ومتنوعة في الملمس واللون. يجد البعض أن للأصناف القديمة نكهة أفضل من الحديثة،  ولكن ربما تواجه الأصناف القديمة مشاكل أخرى تجعلها غير قادرة على البقاء تجارياً، مثل العائد المنخفض، وسهولة المرض، أو التحمل الضعيف للنقل والتخزين. ولكن هناك أصناف قديمة قليلة ما تزال تنتج على نطاق واسع، ولكن الكثير قد أبقى على قيد الحياة من قبل المزارعين في الحدائق المنزلية، والذين يبيعون مباشرة إلى الأسواق المحلية. هناك العديد من الأصناف الغريبة والهامة محلياً التي تحمل نكهاتٍ ومظاهر فريدة؛ وبدأت حملات حفظ التفاح في جميع أنحاء العالم للحفاظ على هذه الأصناف المحلية من الانقراض. توجد في المملكة المتحدة أصناف قديمة مثل كوكس أورانج بيبين ما زالت لديها أهمية تجارية، ولو كانت منخفضة الغلة ومعرضة للأمراض بالمعايير الحديثة.

## إنتاج التفاح

### زراعة التفاح

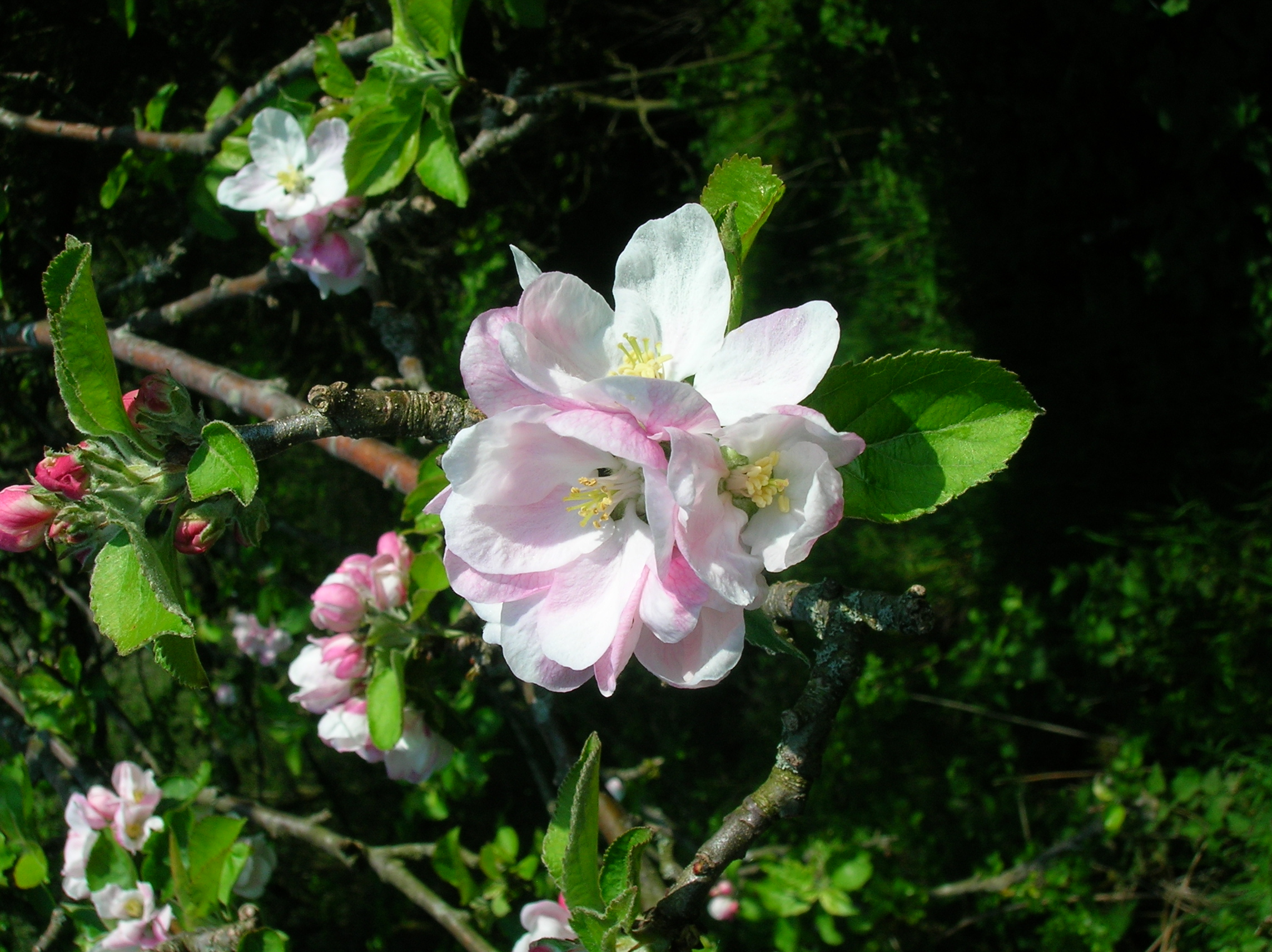
زهر التفاح من العمر أيرشاير متنوعة

في البرية ينمو التفاح بسهولة من البذور. ومع ذلك، مثل معظم الفاكهة المعمرة يتكاثر التفاح بلا تزاوج من خلال التطعيم. وذلك لأن تفاح الشتلات مثال على "اللواقح متباينة الصبغيات"، فأنها بدلاً من وراثة الحمض النووي لإنشاء التفاح الجديد، تنمو بشكل مختلف عن الأسلاف، وأحياناً بشكل جذري. معظم أصناف التفاح الجديدة تنشأ كشتلات، إما عن طريق الصدفة أو عن طريق الخلط العمد بين الأصناف الواعدة. تدل كلمة 'الشتلات' أو 'بيبين' أو 'النواة' في أحد أصناف التفاح أنها نشأت بوصفها شتلات. يمكن للتفاح أن يشكل براعم أيضاً (طفرات على فرع واحد). تتحول بعض البراعم إلى سلالات محسنة من الأصناف الأصلية. وتختلف بعض البراعم بما فيه الكفاية عن الشجرة الأم حتي ينظر إليها كأصناف جديدة.
يمكن لمربي التفاح أن ينتج تفاحاً أكثر جموداً من خلال الخلط. على سبيل المثال، كانت هناك تجربة تسمى اكسلسيور في جامعة مينيسوتا منذ الثلاثينيات. أدخلت هذه التجربة زيادة مضطردة في التفاح الجامد، والذي تم زرعه على نطاق واسع، سواء تجارياً وفي حدائق الأفنية الخلفية، في جميع أنحاء ولاية مينيسوتا و‌ويسكونسن. وكانت أهم الأصناف التي قدمتها التجربة تفاح هارالسون (وهو أكثر التفاح زراعة في مينيسوتا)، وويلثي وهونيجولد وهونيكريسب.
تم أقلمة التفاح في الإكوادور لزراعته على علو شاهق، وبذلك يقدم محصولين في العام بسبب المناخ المعتدل طوال العام.

### فسيلة التفاح الجذرية
تستخدم الفسيلة الجذرية للتحكم في حجم شجرة التفاح منذ ألفي عام. وربما تم اكتشاف الفسيلة الجذرية المقزمة بالصدفة في آسيا. أرسل الاسكندر الأكبر عينات من أشجار التفاح القزمية إلى أستاذه أرسطو في اليونان. وتم الحفاظ على هذه الأشجار في الليكيام، ومركز تعليمي في اليونان.
أحدث فسائل التفاح الجذرية تمت تربيتها في القرن العشرين. وبدأت أبحاث كثيرة في الفسائل الجذرية الحديثة في إحدى مراكز الأبحاث في كينت في إنكلترا. في أعقاب تلك البحوث عمل ذلك المركز مع معهد جون اينيس ولونغ اشتون لإنتاج سلسلة من الفسائل الجذرية المختلفة الأقدر على مقاومة الأمراض، وبمختلف الأحجام، والتي استخدمت بعد ذلك في جميع أنحاء العالم.
يزرع التفاح في معظم أنحاء العالم أم على شكل مزارع كبيرة لغرض التجارة والاكتفاء وإما زراعته في الحدائق المنزلية والافنية الخلفية للبيوت لأنه ذا ظل وفير للجلوس تحته ولأجل ثماره ويزرع ايضاً في الدول العربية فالتفاح اللبناني ذاو شهرة واسعة لجمال لونه الأحمر وطيبة طعمه وحجمه المناسب. التفاح شجرة رئيسية في الصناعة الغذائية لأنه يضاف في العديد من الأطعمة التي تنتج في المعامل وكذلك الحلوة والمربى وغيره.
التفاح شجرة تحتاج إلى كمية وفيرة من الماء والأسمدة ويفضل تسميده بالسماد العضوي لتحسين التربة وتحسين الإنتاج.

### عملية التلقيح

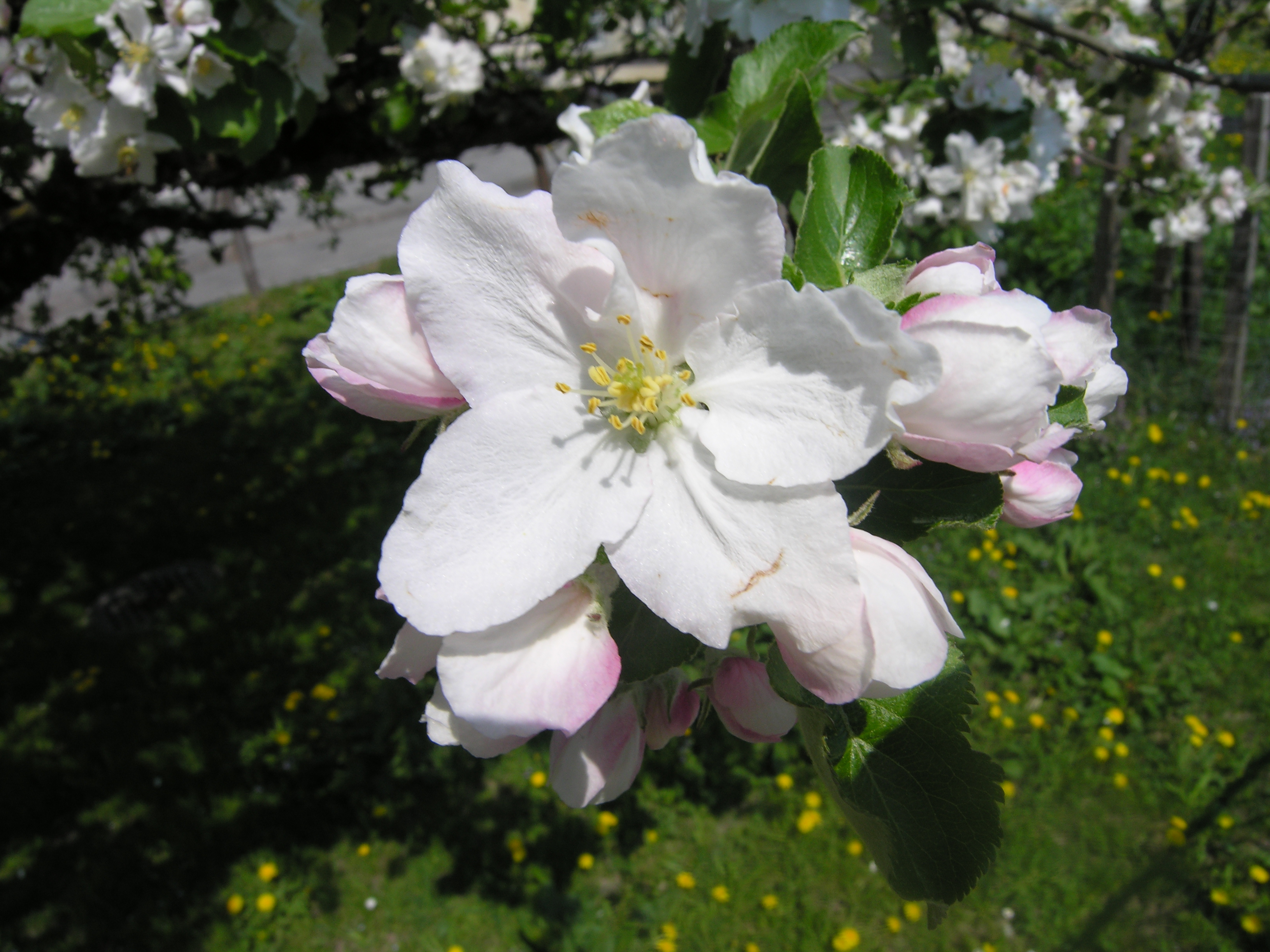
شجرة التفاح في زهرة

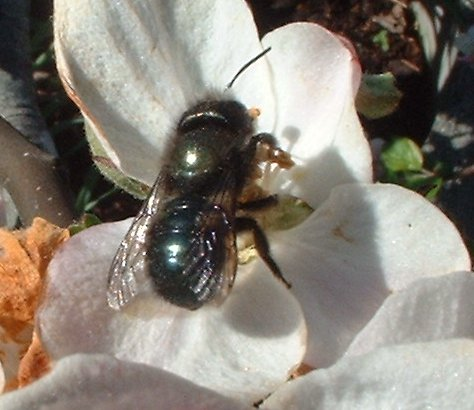
ميسون نحلة في بستان زهرة التفاح، كولومبيا البريطانية، كندا

التفاح نبات متعارض ذاتياً، فيجب خلط تلقيحه ليقدم الفاكهة خلال الإزهار من كل موسم، عادة ما يقدم مزارعوا التفاح الملقحات التي ستحمل حبوب اللقاح. واستخدام خلايا نحل العسل في هذا هي الأكثر شيوعاً. تستخدم نحلة الميسون البستانية أيضاً كملقحات تكميلية في البساتين التجارية. يتواجد النحل الطنان في بعض الأحيان في البساتين، ولكن أعداده لا تكون كافية لتصبح النحلة الطنانة من الملقحات المهمة.
هناك ما بين أربعة إلى سبعة مجموعات تلقيحية في التفاح اعتمادا على المناخ:
- المجموعة أ—الإزهار المبكر، أيار / مايو 1 إلى 3 في انكلترا.
- المجموعة باء—4 مايو إلى 7 (إيداريد، ماكينتوش)
- المجموعة جيم—إزهار منتصف الموسم في 8 مايو إلى 11 مايو (جراني سميث، كوكس أورانج بيبين)
- المجموعة الرابعة—إزهار منتصف وأواخر الموسم من 12 مايو إلى 15 مايو
- المجموعة هاء—الإزهار في وقت متأخر، أيار / مايو 16 إلى 18 (برايبيرن، رينيت دي أورلينز)
- المجموعة وأو—19 مايو إلى 23 (سانتان)
- المجموعة ه—24 مايو إلى 28 مايو

يمكن أن يلقح صنف واحد بصنف متوافق من نفس المجموعة أو القريبة منها (ألف مع ألف، أو ألف مع باء، ولكن ليس جيم مع دال).
تصنف الأنواع أحياناً بحسب يوم ذروة الإزهار في فترة الإزهار الممتدة 30 يوماً، وتختار الملقحات من الأنواع المختلفة بفترة تداخل من ستة أيام.

### النضج والحصاد
تتفاوت الأصناف في قوتها والحجم النهائي للشجرة، حتى عندما تنمو على نفس الفسيلة الجذرية. بعض الأصناف تنمو إذا تركت إلى أحجام كبيرة جداً، مما يسمح لهم بتحمل عدد أكبر من الفاكهة، ولكن حصادها يكون صعباً. تحمل الأشجار الناضجة عادة من 40 إلى 200 كيلوجراماً من التفاح كل سنة، على الرغم من أن الإنتاجية يمكن أن تكون قريبة من الصفر في السنوات الفقيرة. يحصد التفاح باستخدام سلالم صممت لتناسب المساحات بين الفروع. ستتحمل الأشجار القزمية نحو 10-80 كيلوجراماً من الفاكهة سنوياً.

### تساقط ثمار التفاح
يعاني مزارعوا التفاح من كثرة تعرضه لموجات تساقط للثمار، فما يكاد تنتهي موجة حتى تبدأ بعدها أخرى، فيمر للتفاح بذلك على خمس مراحل تساقط كالتالي:
- تساقط الأزهار.
- تساقط الأزهار المخصبة ذات التطور الضعيف.
- تساقط العقد صغير الحجم.
- تساقط الثمار الغير مخصبة.
- تساقط العقد الكبير (والمعروف مجازاً تساقط يونيو)[24]

### التخزين
تجارياً، يمكن تخزين التفاح لبضعة أشهر في الدوائر الخاضعة للرقابة المناخية لتأخير النضوج الناجم عن الإيثيلين. التفاح عادة يخزن في غرف بتركيزات أعلى من ثاني أكسيد الكربون مع تنقية الهواء العالي. وهذا يمنع من ارتفاع تركيزات الإثيلين إلى تركيزات أعلى مما يؤخر النضوج. يبدأ النضج عندما تتم إزالة الفاكهة.
للتخزين المنزلي، يمكن تخزين معظم أصناف التفاح لمدة أسبوعين تقريباً، عندما يحتفظ بها في أبرد جزء من الثلاجة (أي أقل من 5 درجات مئوية). لدى بعض أنواع التفاح، بما في ذلك (جراني سميث) و (فوجي) مدة صلاحية أطول.

### الآفات والأمراض

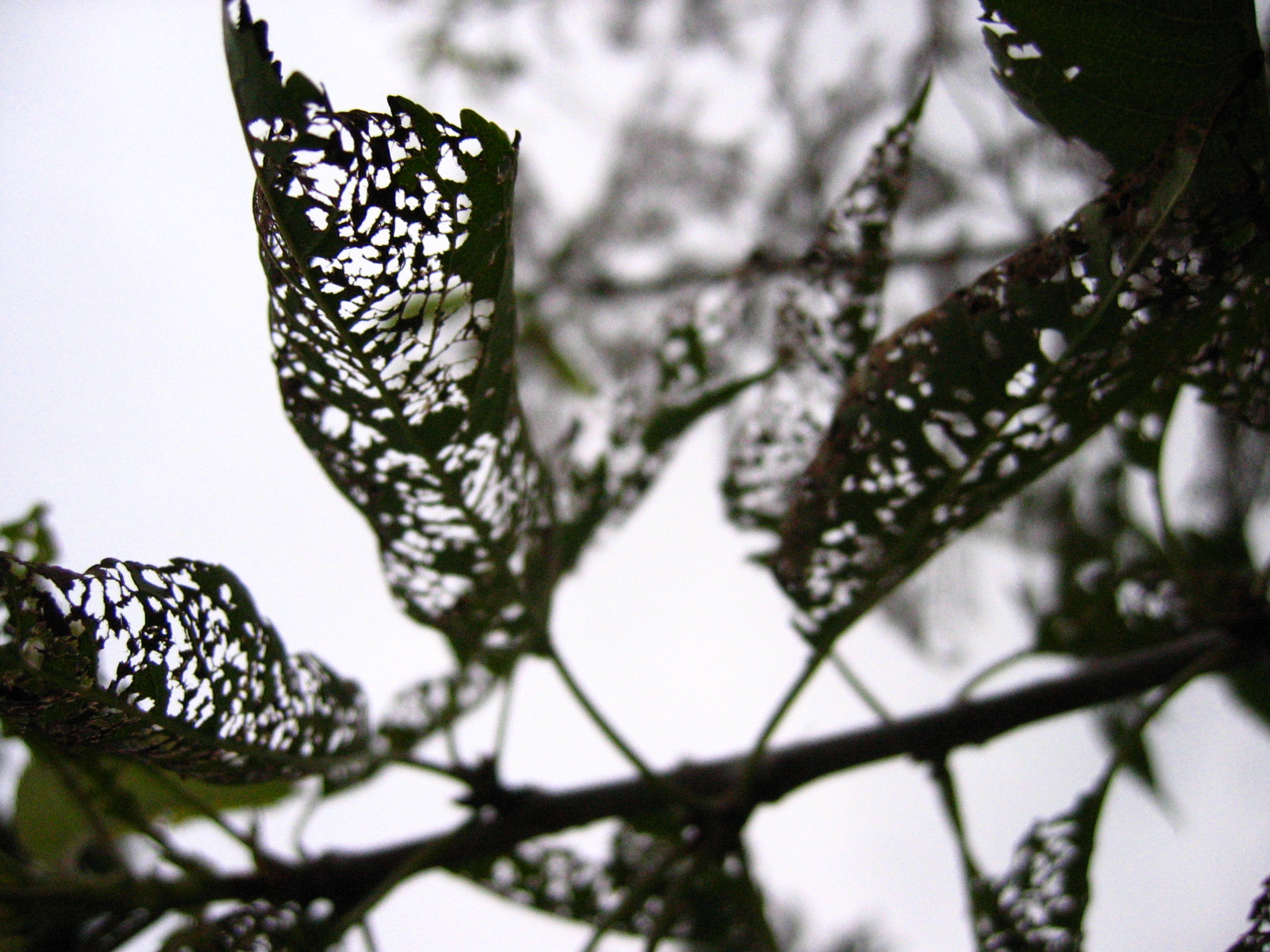
أوراق ذات آثار تخريبية شديدة من أثر الحشرات

الأشجار عرضة لعدد من الآفات الفطرية و‌البكتيرية و‌الحشرات من أهمها حفار ساق التفاح. وتتبع العديد من البساتين التجارية برنامجا طموحاً لاستخدام الرشاشات الكيماوية للحفاظ على جودة الثمار وصحة الأشجار والعوائد العالية. وهناك اتجاه في إدارة البساتين لاستخدام الأساليب العضوية. وتستخدم هذه الأساليب وسائل أقل عدوانية ومباشرة من الزراعة التقليدية. فبدلا من رش المواد الكيميائية القوية، والتي ظهر أنها غالباً ما تنطوي على خطر للشجرة على المدى الطويل، فإن الأساليب العضوية تشمل تشجيع أو تثبيط بعض الدورات والآفات.
للسيطرة على آفة معينة، يستطيع المزارع العضوي أن يشجع ازدهار المفترس الطبيعي للآفة بدلاً من قتل الآفة مباشرة، والذي يقتل معها الكيمياء الحيوية الطبيعية حول الشجرة. لدى التفاح العضوي عموما نفس الذوق أو حتى ذوقاً أفضل من التفاح التقليدي، ولكن ذلك مع خفض المظاهر التجميلية.
هناك طائفة واسعة من الآفات والأمراض التي يمكن أن تؤثر على النباتات؛ ثلاثة من الأمراض الأكثر شيوعاً هي العفن الفطري، و‌المن و‌جرب التفاح.
- العفن: والذي يتميز بوجود بقع مساحيق رمادية اللون على الأوراق والبراعم والأزهار، وعادة في فصل الربيع. سيتحول لون الأزهار إلى اللون الأصفر ولن تتطور بشكل صحيح. يمكن أن يعالج هذا بطريقة لا تختلف عن معالجة البوتريتيس؛ القضاء على الظروف التي تسبب هذا المرض في المقام الأول وحرق النباتات المصابة هي من بين الإجراءات الموصى باتخاذها.[28][28]

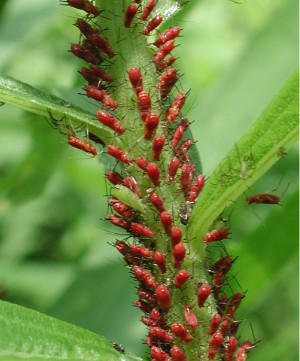
تغذية المن

- المن: هناك خمسة أنواع من المن يتم العثور عليها على التفاح: من الحبوب، من الوردي، من التفاح، المن الحلزوني، ومن التفاح الوولي. يمكن التعرف على أنواع المن من لونها، والوقت من السنة الذي تتواجد فيه، والاختلافات في قرونها، والتي هي نتوءات صغيرة من الجزء الخلفي من جسدها.[28] يتغذى المن على أوراق الشجر باستخدام فم شبيه بالإبرة لمص العصائر النباتية. عندما تكون موجودة بأعداد كبيرة، قد تؤدي أنواع معينة منها إلى تقليل نمو الأشجار وعنفوانها.[29]
- جرب التفاح: أعراض الجرب هي وجود بقع خضراء أو بنية على الأوراق.[30] والتي تتحول إلى اللون البني بمرور الوقت. ثم تظهر النقاط البنية على الفاكهة نفسها (انظر إلى صورة التفاح على اليسار).[28] سوف يسقط الورق المريض مبكراً وستزيد البقع على التفاح في نهاية المطاف. بالرغم من وجود المواد الكيميائية لمعالجة الجرب، فلا يمكن التشجيع على استخدامها لأنها في كثير من الأحيان تصل إلى النبات بأكمله، وهو ما يعني أن الشجرة تمتص المواد الكيميائية، التي تنتشر في جميع الفاكهة أيضاً.[30]

من بين المشاكل الأكثر خطورة مرض الفايربلايت، وهو مرض جرثومي؛ وصدأ ونقطة ال"Gymnosporium"السوداء، والاثنين من الأمراض الفطرية.
أشجار التفاح الصغيرة هي أيضاً عرضة لآفات الفئران والثدييات مثل الغزلان، والتي تتغذى على لحاء الأشجار اللينة، وخاصة في فصل الشتاء.

## التجارة
ما لا يقل عن 55 مليون طن من التفاح كانت تزرع في جميع أنحاء العالم في عام 2005، تبلغ قيمتها نحو 11 مليار دولار. أنتجت الصين نحو خمسي هذا المجموع. الولايات المتحدة هي المنتج الرئيسي الثاني، بما يزيد على 7.5% من الإنتاج العالمي.
في الولايات المتحدة، أكثر من 60% من كل التفاح الذي يُباع تجارياً يزرع في ولاية واشنطن. ينافس التفاح المستورد من نيوزيلندا وغيرها من المناطق المعتدلة مع المزروع داخل الولايات المتحدة، ويتزايد التنافس كل عام.
معظم إنتاج أستراليا من التفاح هو للاستهلاك المحلي. ومنعت الواردات من نيوزيلندا بموجب أنظمة الحجر الصحي بسبب مرض الفايربلايت منذ عام 1921.
أكبر الدول المصدرة للتفاح في عام 2006 كانت الصين و‌تشيلي و‌إيطاليا و‌فرنسا و‌الولايات المتحدة، في حين أن أكبر المستوردين في العام نفسه كانت روسيا و‌ألمانيا و‌المملكة المتحدة و‌هولندا.
| أكبر عشرة منتجين للتفاح – 11 يونيو 2008 | أكبر عشرة منتجين للتفاح – 11 يونيو 2008 | أكبر عشرة منتجين للتفاح – 11 يونيو 2008 | أكبر عشرة منتجين للتفاح – 11 يونيو 2008 | أكبر عشرة منتجين للتفاح – 11 يونيو 2008 |
| الدولة | الإنتاج بالطن                           | الحاشية                                 |                                         |                                         |
| --- | --------------------------------------- | --------------------------------------- | --------------------------------------- | --------------------------------------- |
| الصين | 27 507 000                              | F                                       |                                         |                                         |
| الولايات المتحدة | 4 237 730                               |                                         |                                         |                                         |
| إيران | 2 660 000                               | F                                       |                                         |                                         |
| تركيا | 2 266 437                               |                                         |                                         |                                         |
| روسيا | 2 211 000                               | F                                       |                                         |                                         |
| إيطاليا | 2 072 500                               |                                         |                                         |                                         |
| الهند | 2 001 400                               |                                         |                                         |                                         |
| فرنسا | 1 800 000                               | F                                       |                                         |                                         |
| تشيلي | 1 390 000                               | F                                       |                                         |                                         |
| الأرجنتين | 1 300 000                               | F                                       |                                         |                                         |
| العالم | 64 255 520                              | أ                                       |                                         |                                         |
| لا يوجد رمز = الرقم الرسمي، F= تقديرات منظمة الأغذية والزراعة، تجميع = (يمكن أن تشمل الرسمية وشبه الرسمية، أو التقديرات)؛ المصدر : منظمة الأغذية والزراعة نسخة محفوظة 19 يونيو 2012 على موقع واي باك مشين. |                                         |                                         |                                         |                                         |

## الاستهلاك البشري

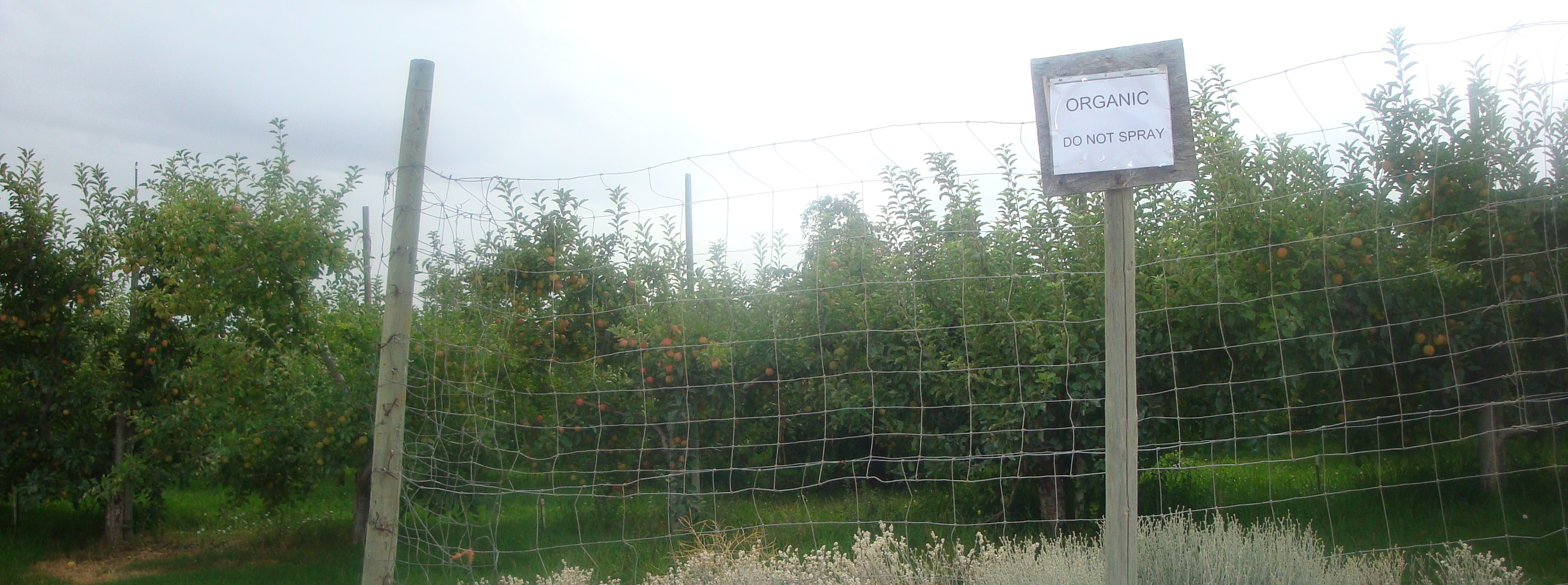
أشجار التفاح العضوي في باتيروس، واشنطن، لن يتم رشها بالمبيدات الحشرية.

يمكن أن يكون يعلب التفاح أو يعصر، وأن يتم تخميره اختياريا لإنتاج عصير التفاح والخل والبكتين. ينتج عصير التفاح المقطر بعض أنواع الخمور. كما يمكن صناعة النبيذ منه أيضا.
التفاح عنصر مهم في الكثير من الحلوى، مثل فطيرة التفاح و‌التفاح الهش و‌كعكة التفاح. وغالباً ما يؤكل مطبوخاً أو مطهياً، ويمكن أيضاً أن يُجفف ليؤكل أو ليعاد تشكيله (منقوعاً في الماء والمشروبات الكحولية أو بعض السوائل الأخرى) لاستخدامها في وقت اخر. التفاح المهروس يعرف عموما باسم صلصة التفاح. التفاح يحول أيضا إلى زبدة التفاح وهلام التفاح. كما يستخدم (مطبوخاً) في أطباق اللحوم.
- في المملكة المتحدة، يطبخ التفاح والحلوى كحلوى تقليدية وذلك بطلاء التفاح بالحلوى الساخنة، والسماح له بالتبرد. والمماثل لذلك في الولايات المتحدة حلوى التفاح (المغلفة بشراب السكر)، والتفاح الكرمل، المغلفة مع الكراميل بعد تبريده.
- يؤكل التفاح مع العسل في السنة اليهودية الجديدة في رأس السنة، رمزاً للسنة الحلوة الجديدة.[35]
- يمكن أن تفتح بعض بساتين التفاح أبوابها للجمهور، بحيث يمكن للمستهلكين من اختيار التفاح الذي سيشترونه لأنفسهم.[35]

يتحول التفاح إلى اللون البني إذا اختلط بالهواء بسبب تحول المواد الفينولية فيه إلى مادة الميلانين السوداء بتعرضه للهواء. وتختلف الأصناف المختلفة لدى ميلها إلى اللون البني بعد تعريضها للهواء. يمكن معالجة شرائح الفاكهة بالمياه الحمضية أو بليمونة مقطوعة تمسح بالتفاح المكشوف لمنع هذا الأثر.
ينتج التفاح العضوي بكثرة في الولايات المتحدة. لكن الإنتاج العضوي صعب في أوروبا، على الرغم من أن بعض البساتين قد فعلت ذلك بنجاح تجاري،  باستخدام أصناف مقاومة للأمراض وضوابط ثقافية أفضل. الأداة الأخيرة في الإنتاج العضوي هي استخدام رذاذ طلاء من طين الكاولين، والذي يشكل حاجزاً أمام بعض الآفات، ويساعد أيضاً على منع حرق أشعة الشمس التفاح.

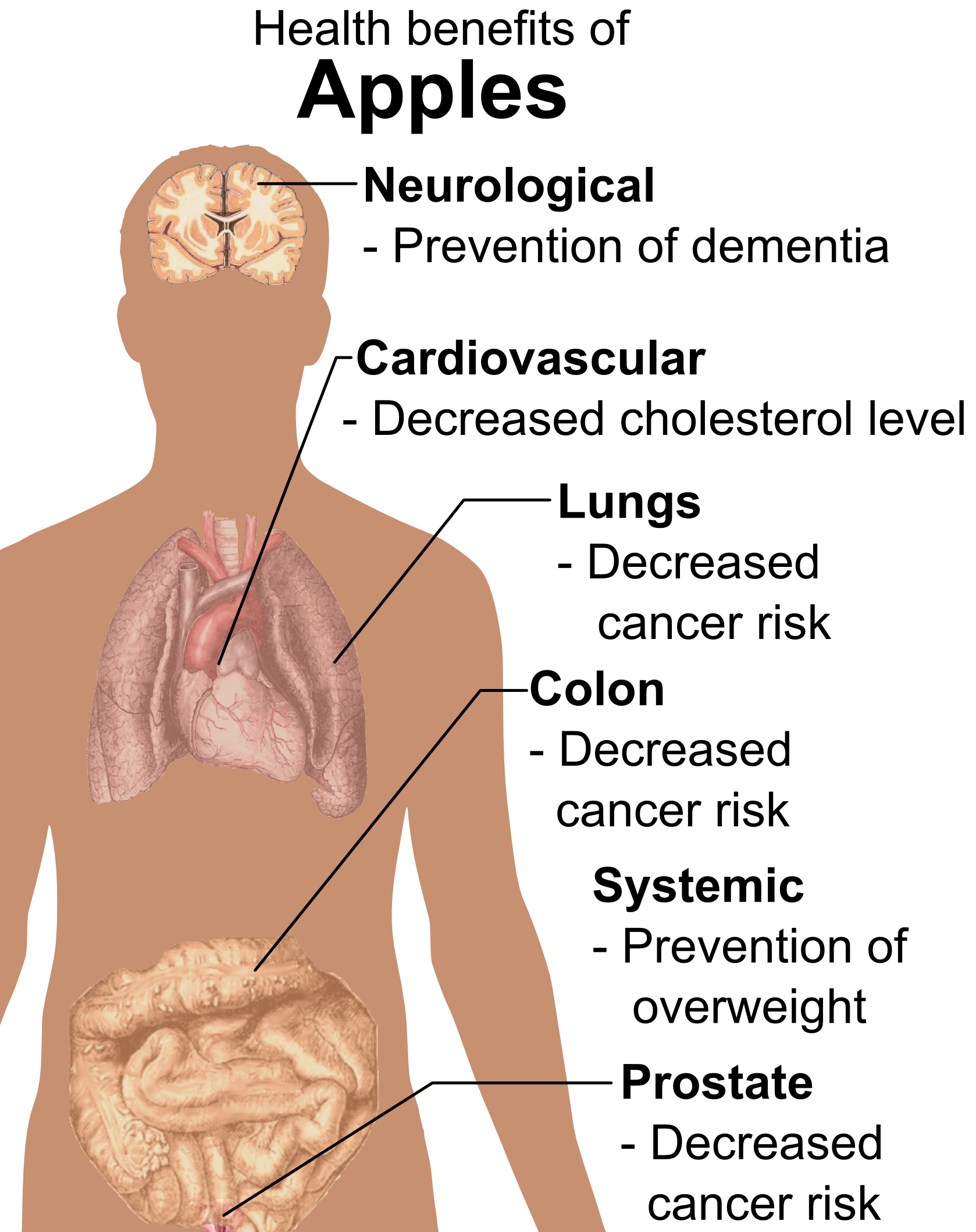
الفوائد الصحية المحتملة للاستهلاك التفاح.

## الجوانب الثقافية

### الوثنية الجرمانية

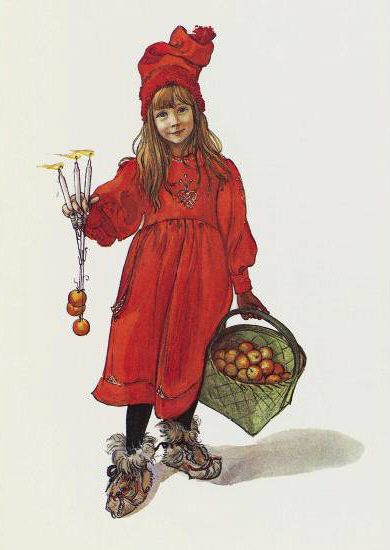
لوحة "Brita as Iduna" (1901) من قبل كارل لارسون.

في الميثولوجيا الإسكندنافية، تُصَوَرُ الإلهة إدون في نثر إيدا (الذي كتبه سنوري سترلسون في القرن الثالث عشر) وهي تقدم التفاح للآلهة لتعطيهم الشباب الدائم. وتربط الباحثة الإنجليزية ايليس ديفيدسون التفاح بالممارسات الدينية في الوثنية الجرمانية، التي نشأت منها الوثنية النرويجية. وتشير الباحثة أن دلاءً من التفاح وجدت في موقع دفن السفن في أوزيبيرج في النرويج، وأن الفاكهة والمكسرات تم العثور عليها في مقابر العصر الجيرماني المبكر في إنجلترا وأماكن أخرى في قارة أوروبا، والتي قد يكون لها معنى رمزي. وما زالت تعتبر المكسرات رمزاً معترفاً به للخصوبة في جنوب غرب إنجلترا.
و تلاحظ ديفيدسون وجود شبهٍ بين التفاح والفانير (قبيلة من الآلهة مرتبطة بالخصوبة في الميثولوجيا الإسكندنافية). وتستشهد في ذلك بموشحين من السكيميسمال، ذكرا أحد عشر تفاحةٍ ذهبية تعطى لاستمالة الجميلة جيرور من قبل سكيرنير، والذي كان رسولاً للإله الفانير فرير. وتلاحظ ديفيدسون رابطاً آخر بين الخصوبة والتفاح في الميثولوجيا النورويجية في الفصل الثاني من ملحمة فولسانجا، عندما أرسلت الإلهة فريج تفاحة إلى الملك ريرير عندما طلب ولداً من الإله أودين، وأسقط الرسول التفاحة في حجره ليحمي نفسه من شؤم غراب يمر. عندما تأكل ريرير التفاحة تحمل لمدة ستة أعوام، قبل أن تنجب البطل فولسانج بولادة قيصرية.
تشير ديفيدسون أيضاً إلى العبارة الغريبة «تفاح من هيل» في قصيدة من القرن الحادي عشر للسكندنافي ثوربيورن برونارسون، فتقول أنه ربما ذكر التفاح هكذا لظنه أنه طعام الموتى. كذلك، تصور الإلهة الجيرمانية نيهالينيا مع التفاح أحياناً، وأنه توجد شوابه لهذا في القصص الأيرلندية المبكرة. تؤكد ديفيدسون أنه رغم أن زراعة التفاح في شمال أوروبا كانت من وقت الإمبراطورية الرومانية، وأن التفاح جاء إلى أوروبا من الشرق الأدنى، فإن التفاح الأصلي الموجود في شمال أوروبا صغير ومر. تخلص ديفيدسون: في صورة الإلهة آيون، يجب أن يكون لدينا انعكاس لرمز قديم: وهو انعكاس الإلهة الحارسة التي تعطى فاكهة الحياة من العالم الآخر.

### الميثولوجيا الإغريقية

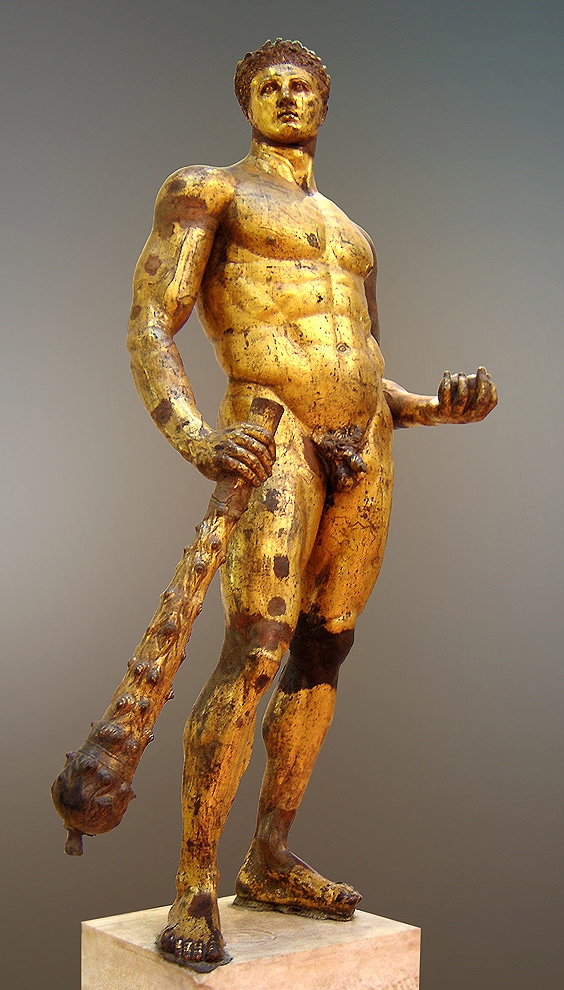
هيراكليس ومعه تفاحة هيسبيريديس

يظهر التفاح في تقاليد دينية كثيرة، وغالبًا ما يكون ثمرة باطنية أو ممنوعة. واحدة من مشاكل تحديد التفاح في الأديان و‌الأساطير و‌الحكايات الشعبية هو أن كلمة «تفاح» كانت تستخدم كمصطلح عام لجميع الفواكة الخارجية، ما عدا التوت، حتى أواخر القرن السابع عشر. فعلى سبيل المثال في الأساطير اليونانية، نجد أن البطل اليوناني هرقل كان مطلوباً منه السفر إلى حديقة الهيسبيريديس لقطف التفاح الذهبي من على شجرة الحياة باعتباره جزءاً من العاملين الاثني عشر.
شق على الإلهة اليونانية إيريس أن تمنع من حضور زفاف باليوس وثيتيس. فتنتقم بقذف تفاحةٍ ذهبية مكتوب عليها «إلى أجمل واحدة» في حفلة الزفاف. فادعت ثلاثَ آلهاتٍ بحقهن في التفاحة: هيرا و‌أثينا و‌أفروديت. فعين باريس طروادة لتحديد من تتلقى التفاحة. فقدمت كل من هيرا وأثينا رشوة له، وقامت أفروديت بإغرائه بأجمل امرأة في العالم، وهي هيلين من أسبرطة. فأعطى التفاحة لأفروديت، وبذا أدى ذلك إلى حرب طروادة بطريقةٍ غير مباشرة.
قامت أتالانتا، وهي أيضاً من الميثولوجيا اليونانية، بالتسابق مع جميع خاطبيها في محاولةٍ لتجنب الزواج. فاجتازت الجميع إلا هيبومينز (الملقب ميلانيون، والذي ربما يكون اسما مشتقا من الكلمة اليونانية ميلون والتي تعني «تفاحة» وتعني أي فاكهة بشكل عام). فقد هزمها هيبومينز بالدهاء، وليس السرعة. فقد علم أنه لا يستطيع الفوز في شباق نزيه، فاستخدم ثلاثَ تفاحاتٍ ذهبية (وكانت هدايا من أفروديت، آلهة الحب) لصرف ذهن اتالانتا. فباستخدام التفاحات الثلاثة وكل سرعته نجح هيبومينز في النهاية من كسب السباق ويد أتالانتا.

### المسيحية
على الرغم من أنه لم يتم تحديد الفاكهة المحرمة في سفر التكوين، يذكر التقليد المسيحي الشعبي قد عقدت أن حواء أقنعت آدم بمشاركتها في تفاحة. وربما يكون هذا نتيجة لرسامي النهضة الأوروبية الذين قاموا بإضافة عناصر من الأساطير اليونانية إلى مشاهد الكتاب المقدس (وتقوم تفسيرات بديلة أيضا على أساس الأساطير اليونانية باستبدال التفاح بالرمان). وفي هذه الحالة، أصبحت الفاكهة المحرمة التفاح، تحت تأثير قصة التفاحات الذهبية في حديقة هيسبيريديس. ونتيجة لذلك، أصبحت التفاحة في قصة آدم وحواء رمزا للمعرفة والخلود والاغراء وسقوط رجل في الخطيئة ورمزاً للخطيئة نفسها. في اللاتينية، تقترب اللفظة المستخدمة للتفاح "malus" من تلك المستخدمة للشر "malum"، ويتساويان في الجمع "mala". وربما يكون لهذا أيضا تأثير حتى يصبح التفاح الفاكهة الممنوعة في الكتاب المقدس. و‌الحنجرة في حلق الإنسان سميت تفاحة آدم بسبب الفكرة أن التفاحة التصقت بحلقه عندما أكلها. واستخدمت التفاحة كرمز للإغراء الجنسي أيضاً، ربما بشكل أكثر سخرية.

## وصلات خارجية
- تساقط ثمار التفاح من على الأشجار
- فوائد التفاح
- حقائق التفاح من المملكة المتحدة ومعهد ابحاث الغذاء
- المجموعات الرقمية لجامعة ولاية الوادي الكبير —مذكرات من مزارع فاكهة في ولاية أوهايو تيودور بيتيكولاس 1863
- كوكتيل الفواكه الوطنية (المملكة المتحدة)
- مزرعة برودجيل (موطن مجمع الفواكة الوطني في المملكة المتحدة)